# (3036) Krat
(3036) Krat (1937 TO) – planetoida z pasa głównego asteroid okrążająca Słońce w ciągu 5,76 lat w średniej odległości 3,21 j.a. Odkryta 11 października 1937 roku.